# 大公报
《大公报》（英語：Ta Kung Pao，早期曾用法文名）是中国发行时间最长的中文报纸之一，1902年创刊于天津法租界，在中華民國大陸時期是最具影響力的报纸之一，目前该报是世界上现存报纸中历史最悠久的中文报纸。1926年至1949年，该报以奉行不党、不卖、不私、不盲的“四不主义”出名。香港版首次设立于1938年，刊行至于1941年日本占领香港。1948年，国共内战中，国军节节败退，胡政之在香港再度创办香港版，但期间病逝于上海。1949年後，在中共港澳工委的直接领导下，《大公報》在香港继续出版发行並成為其機關報，其立場被指親中和有特殊的政治背景，實際不再奉行“四不主义”，现隶属于香港大公文匯傳媒集團，主打政治经济新闻。
目前，《大公報》與《文匯報》、《香港商報》和《香港經濟導報》並稱為香港「四大左報」，其報導手法受到对立立场的媒体人的質疑。根據香港中文大學傳播與民意調查中心在2016年的民調，《大公報》的公信力評分為4.21，在收費報章中排名倒數第一。2019年11月的民調，《大公報》再次敬陪末座，公信力評分是3.30，成為全香港公信力評分得分最低的傳媒。在大量媒體因《港區國安法》實施被逼關閉之下，2020年由香港報業公會主辦的「香港最佳新聞獎」中，《大公報》共奪得13個獎項，是該屆全港獲獎最多的報章。

## 报刊历史

### 历史概述
《大公报》是中国发行时间最长的中文报纸，也是中華民國大陸時期最具影響力的报纸之一，如同近现代中国社会发展的百科全书。虽然都称为“大公报”，不同时期的《大公报》迥然不同。自成立起到1949年6月17日在上海发表《大公报新生宣言》期间的《大公报》被王芸生、曹谷冰等人称为“旧大公报”，其中又分为两个阶段：
- 创始时期，先后为英敛之、王郅隆持有，创办于1902年，停刊于1925年。[16][17]
- 新记时期，1926年吴鼎昌、胡政之、张季鸾接办，为区别于英记、王记，更名为新记公司。《大公报》的历史贡献，基本都是指新记时期。[16]

1949年以后的《大公报》又被称为“新大公报”，归中国共产党领导管理。各地的版本，经历了不同演变。
- 1949年天津版改名为《进步日报》，上海版于1952年北上并入天津版，后报社迁址至北京永安路，仍名为《大公报》，作为中华人民共和国国务院财贸办公室的直属报纸。[18]1966年文革爆发后，因被指对国民政府“小骂帮大忙”遭到冲击，自此停刊。[16]1978年，原北京《大公报》部分编辑人员创办《经济日报》，继承了原北京《大公报》的全国经济大报的地位。
- 1952年，重庆《大公报》改组为《重庆日报》。[16]
- 1952年，香港《大公报》改归中共中央港澳工委领导，是现今唯一存在的版本。[16]

1902年，《大公报》由英敛之创刊于天津法租界。该报创办之初为天津法国天主教堂的天主教宣传报纸。创刊后几十年该报几经易手。1916年，受到安福系支持，股东王郅隆收購全部股權，自此《大公报》成为安福系的機關報。:34王郅隆聘请胡政之为主笔兼经理，改革报纸排版及内容。1920年，安福系失势，王郅隆提退股本，胡政之辞职，销量大减，至1925年11月27日停刊。
1926年，吴鼎昌、张季鸾、胡政之合组新记公司，接办《大公报》，即新记《大公报》。:11后人评价《大公报》时一般指的也是新记《大公报》。新记《大公报》以不党、不卖、不私、不盲的“四不主义”原则闻名，凭借其犀利的政治评论和时事报道迅速流行。:75自1902年成立起到1949年在上海发表《大公报新生宣言》期间的《大公报》也被称为“旧大公报”。1949年后，在王芸生主张下逐步转为中国共产党控制，重庆版改为《重庆日报》，天津版、上海版合并后迁往北京，作为全国性经济大报，并于1966年因文革被红卫兵逼迫停刊，北京版原编辑团队在改革开放后新办类似报纸《经济日报》，此后《大公报》仅有香港版留存至今。
《大公报》是第一次世界大战后是唯一一家派记者报道巴黎和会的中文报纸，也是唯一一家派驻欧洲记者报道第二次世界大战的中文报纸，并且派出记者到波茨坦会议、密苏里号日本投降仪式见证历史，此外还是第一份在股票市场上市的中文报纸。:75《大公报》与《益世报》《申报》和《民国日报》一同被称为“民国四大报刊”之一。

### 大公报在香港
1937年底，日军攻占上海。胡政之决定在香港创办《大公报》。香港版1938年“八一三”周年纪念日创刊。胡政之在创刊号中表明，尽管面临严重外患，但《大公报》将继续为国家服务。由于《大公报》久负盛名，港版发行首日，便遭到本地同业排外，雇孩童闹事，抢夺并撕毁报纸。:229香港报业素来注重商业新闻，而并非文人议政，故而《大公报》的销量不佳；本地报纸和广告费用低廉，致使《大公报》营业亏损。直至1940年1月独家刊载汪日密約后，销量才大增。:2301940年初，胡政之意识到香港可能不保，到桂林觅地造屋，并陆续运进几架平版印报机及其他必要器材，1941年3月15日创设桂林版，作为香港版之后路。1941年12月日军占领香港后，港版《大公报》停刊，香港版报社人员撤往桂林馆。1948年初，胡政之认为，在两极格局背景下，国民党和共产党都不会再允许《大公报》的存在，只有在香港，《大公报》才能长期存活。:3891949年4月14日，胡政之因病去世，国民党对大公报主编王芸生进行打压，《中央日报》给他贴上“新华社广播的应声虫”等标签。中共地下党针对性地对王芸生进行工作，最终让他选择加入中共阵营。
1949年之后，《大公报》在中宣部直接领导下和在中共港澳工委的直接控制下，在香港继续出版发行，与《香港商报》、《文汇报》构成香港左派报纸的阵地。此后，《大公报》的立場明顯地支持中國共產黨，因此被認為有官方背景，在財經新聞方面也常發佈有關北京政府對香港或中國大陸的相關政策報導。
1966年文化大革命爆发后，1967年香港爆发六七暴動，时任《大公报》香港版的社长费彝民是領導暴動的各界鬥委會领导层的重要成员之一，為左派統籌文宣工作及每天撰寫宣傳文革及「反英抗暴」社論的時任《大公报》副總編輯羅孚，在左派發動真假炸彈浪潮後也親自上場放置假炸彈。《大公报》作为左派报纸，在六七暴動期間大量散發煽動暴力及仇恨的刊物，將發動炸彈襲擊的左派人士稱為抗暴義士，把左派兇徒燒死商業電台節目主持林彬的暴行稱作英雄行動，對於放置炸彈炸死幼童在香港社會引發公憤的清華街慘案卻隻字不提，時任香港警務處處長伊達善在8月26日發表聲明嚴厲譴責《大公報》社長費彝民鼓吹炸彈暴力的報導手法是騙人騙己。
1972年，在《大公报》北京版因文革被红卫兵逼停后，时任香港大公报社社长费彝民基于《大公报》在香港的良好发展情况，于北京设立《大公报》办事处。1989年，《大公报》香港版又在上海设立办事处。
1978年12月，中国共产党第十一届全国代表大会第三次全体会议召开，使得中国共产党的时机出现转折。《大公报》于第一版图文并茂报道该消息，向香港读者传达十一届三中全会和改革开放的部分内容。
1982年6月15日，时任中共最高领导人邓小平在北京会见十二位香港各界人士，其中就包括时任《大公报》香港版主编费彝民。邓小平在与上述人员会见期间，首次宣布中国将在1997年收回香港。《大公报》随即跟进报道该消息。
1984年12月19日，明确香港前途问题的《中英联合声明》于北京签署，《大公报》记者现场采访记录签署过程，之后，《大公报》刊登号外，第一时间报道该消息。
1992年，邓小平南巡。《大公报》率先发布了邓小平南巡的不少独家消息。
1997年7月1日，香港回归中国。《大公报》在当天先后四次刊发号外，当日前后更是连续刊发出纸71张总共284版，报纸印数达到了罕见的三百万份，详细报道香港回归的相关消息。
《大公报》也会与香港一些亲共社团举办相關展览活動，例如：「和平正义的伟大事业—纪念中国抗日战争60周年和世界反法西斯运动60周年」，「雪域明珠—西藏和平解放40周年展览」等。《大公報》和《香港商報》或《文匯報》的網站也是中國大陸少數「解禁」的香港報刊及相關網站。由于該報擁有被中共中央直接領導的悠久歷史背景，在報道國際及兩岸事务時往往站在中共立場，政治色彩濃厚。根據2009年針對香港市民對傳媒可信度的調查顯示，《文匯报》及《大公報》可信度分數排行最低。2015年，香港大學校務委員會成員李國章曾表示「自己不讀《文匯報》或《大公報》，相信香港大部分人也不讀《文匯報》或《大公報》」，又指兩報寫得越多，港人越反對。2016年2月，《大公報》和《文匯報》合併歸入「香港大公文匯傳媒集團」，保持各自出報之同時亦「將統籌採編和技術力量，力圖在融媒體方面獲得發展」。
2019年，反修例风波爆发。同年6月，香港富豪李嘉诚在《大公报》头版全页刊登广告“正如我之前讲过：黄台之瓜，何堪再摘。 一个香港市民 李嘉诚”，呼吁香港社会止暴制乱。8月，部分港独暴徒分子因对《大公报》的立场不满，对香港大公报社湾仔社址的大招牌涂污黑色“香港光复”等反动标语，还向香港大公报社抛掷汽油弹等危险物品，引发香港全国人大代表卢瑞安及大批大陆网民的强烈愤慨谴责。事后，保洁员除去了大公报招牌的黑色涂污。
2022年6月12日，《大公报》迎来创刊120周年。中共中央总书记、中国国家主席习近平向大公报社致信祝贺。习近平在信中表示，一个多世纪以来，《大公报》秉承“忘己之为大，无私之谓公”的办报宗旨，立言为公，文章报国，为新中国建设、改革开放和现代化建设，为香港回归祖国、保持繁荣稳定发挥了积极作用。进入新时代，《大公报》旗帜鲜明发出正面声音、凝聚社会共识，为维护香港社会稳定、增进香港与内地交流、促进人心回归作出了贡献。香港邮政也为了纪念《大公报》创刊120周年，发行了《大公报》纪念邮票，邮票中含有《大公报》自1906年至1956年期间的天津总社社址和现今香港楼市风景的图片，以示对《大公报》的纪念。
2025年2月14日，为纪念《大公报》创刊一百二十余年，香港航空的大公报主题涂装客机“大公报号”（使用一架空客A330-300）首次在香港国际机场亮相。客机上印有巨大的“大公报”题字标识。

## 市場定位
《大公報》網站自言以2008年1月数据，日均来访人数近15万人，在全球阅览量中，中国内地占75％、香港占5％、美国占5％、其它占10％。2006年，《大公报》在向广东省零售发行“商旅版”，售价人民币3元。该版主要报道香港本土新闻为主，不报道香港以外新闻。另外，中国内地读者也可通过中国邮政订阅原版《大公报》，每份人民币10元，邮发代号为1-3014。
網上平台方面，該報於1995年設立大公網，為中國最早創建的網絡媒體之一。據國際專業網站監測機構數據顯示，截至2021年，大公網目均點擊率達1,000萬次以上，據大公網自介，其主要受眾為關注香港與中國內地的政商學文等社會各界精英群體，讀者遍及中國內地、港澳、台灣，以及美國、加拿大、澳洲、韓國、日本等100多個國家和地區。在大公網的全球受眾中，中國內地以外的訪問者數量佔全網總量的一半以上。香港報業公會2014年的60週年會刊指出，大公網全球排名穩居中國新聞類網站前十，日均瀏覽量達1,000萬次以上，日均訪客數逾100萬，官方搜狐微博有242萬人關注，新浪微博則有52萬。

## 内容

### 報刊編排
《大公报》报头的「大公报」隶书红字，据传出自清末著名思想家严复手笔，竖向刊载在报纸第一版右上方。报头题字下方为威妥瑪拼音“Ta Kung Pao”，表格最下方印着日期，星期，第XXXXX号，售价，出版版数，天气，大公网和大公报pdf版二维码。其后为大公报爆料热线。首页间中为广告页，但通常为头条新闻。《大公报》报纸的编排没有什么规定，视乎当日报纸出版页数。
报纸通常分为A、B版。
- A 版分为要闻、港闻、中国、国际、经济、体育、评论。
- B 版分为经济、大公园、小公园、文化、副刊。

逢星期日的《大公报》只有A版，经济、大公园、小公园会在A版里面。

## 獎項
| 年份   | 頒發單位／典禮                       | 獎項 | 參考          |
| ------ | ------------------------------------ | --- | ------------- |
| 1941年 | 密蘇里大學新聞學院                   | 密蘇里榮譽獎章（The Missouri Honor Medal） | [ 49 ] [ 50 ] |
| 2017年 | 香港報業公會最佳新聞獎2017           | 報道組：最佳經濟新聞報道 冠軍、亞軍 寫作組：最佳經濟新聞寫作（中文組）季軍、優異；最佳標題（中文組）亞軍 設計組：最佳新聞版面設計（單版組）優異；最佳新聞版面設計（系列組）冠軍 | [ 51 ]        |
| 2017年 | 第17屆消費者委員會消費權益新聞報道獎 | 文字（新聞／特寫／評論）銅獎 可持續消費獎：（文字組別）；（影像組別）銅獎 | [ 52 ]        |
| 2017年 | 花旗集團傑出財經新聞獎2017           | 亞軍 | [ 53 ]        |
| 2018年 | 香港報業公會最佳新聞獎2018           | 報道組：最佳科學新聞報道 季軍；最佳文化藝術新聞報道 亞軍、優異 寫作組：最佳經濟新聞寫作（中文組）亞軍、優異 圖片組：最佳圖片（特寫組）優異 設計組：最佳新聞版面設計（單版組）冠軍、亞軍；最佳新聞版面設計（系列組）亞軍、季軍                                                                 | [ 54 ]        |
| 2018年 | 花旗集團傑出財經新聞獎2018           | 亞軍 | [ 55 ]        |
| 2019年 | 香港報業公會最佳新聞獎2019           | 報道組：最佳獨家新聞 冠軍；最佳新聞報道 冠軍；最佳經濟新聞報道 冠軍、季軍；最佳文化藝術新聞報道 亞軍 寫作組：最佳經濟新聞寫作 (中文組) 冠軍、季軍；最佳標題 (中文組) 季軍、優異 設計組：最佳新聞版面設計 (系列組) 季軍、優異                                                                  | [ 56 ]        |
| 2019年 | 第19屆消費者委員會消費權益新聞報道獎 | 文字（新聞／特寫／評論）銅獎 組別：文字（調查報道）銀獎 | [ 57 ]        |
| 2020年 | 香港報業公會最佳新聞獎2020           | 報道組：最佳獨家新聞 亞軍；最佳新聞報道 優異；最佳文化藝術新聞報道 季軍、優異、優異；最佳科學新聞報道 優異 寫作組：最佳經濟新聞寫作（中文組） 冠軍、優異、優異；最佳新聞寫作（中文組） 季軍 圖片組：最佳圖片（特寫組） 季軍；最佳圖片（新聞組） 優異；設計組：最佳新聞版面設計（單版組） 亞軍 | [ 58 ]        |
| 2020年 | 第20屆消費者委員會消費權益新聞報道獎 | 文字組別（調查報道）金獎 文字組別（新聞／特寫／評論）金獎、優異 | [ 59 ]        |
| 2021年 | 第21屆消費者委員會消費權益新聞報道獎 | 文字組別（新聞/特寫/評論）銀獎 | [ 60 ]        |

2020年9月22日，由世界品牌實驗室主辦的亞洲品牌大會，公布《亞洲品牌500強》，《大公報》獲選為《亞洲品牌500強》之一，排名第352位。

## 爭議
| 日期                | 事件                                     | 概述 |
| 1952年3月（香港版） | 被指负面报道东头棚户区火灾、煽动他人示威 | 1952年，在东头棚户区发生火灾后，大公报被指负面报道该起火灾事件。抗议者对香港政府感到不满，引发大规模示威活动。广州市人民政府开始筹款支持抗议者，并决定于1952年3月1日派遣一个救济代表团前往香港。在香港政府的反对下，这次行动被取消，针对香港警察的抗议活动在同一天开始。《文汇报》和其他支持中国政府的出版物经常发表报道，强调香港政府对穷人的忽视。 3月5日，《新晚报》、《文汇报》和《大公报》转载了中共中央报纸《人民日报》的一篇社论，但为了避免违反香港的《煽动叛乱条例》，删除了“屠杀同胞”的说法。然而，香港政府指责大公报对该火灾事件进行负面报道，煽动叛乱。《大公报》的老板费一鸣和出版商李宗英分别被港英政府判处九个月零六个月的监禁，并罚款几千港元。大公报香港版因此被勒令停刊六个月。时任中国总理周恩来随后发表声明，要求香港有关政府部门停止对涉事人员的起诉。几天后，英国政府要求香港当局撤销法院对《大公报》所有者和出版商的判决，该报在停刊12天后被允许再次出版。 |
| 2010年12月2日       | 繁簡字轉換錯誤                           | 《大公報》在一篇一年一度工展會維園舉行 營業額可望倍增的新聞中，內文提及「位元堂響應廠商會的『一元産品大優惠』，在展期首星期推出一元即食翅，每日售一百五十份，希望帶旺攤位墮胎，吸引更多市民購物。」使一些網民以為位元堂發明可作墮胎之用的即食翅，並在工展會中促銷。有網民解釋指，以上文字的原意是「希望帶旺攤位人流」，由於簡體中文的「人流」代表「人工流產」（墮胎），報社將簡體字自動轉為繁體字時便出現錯誤轉換。 |
| 2011年2月6日        | 繁簡字轉換錯誤                           | 《大公報》再度犯下「墮胎」的錯誤，發佈一篇題為〈商場新春墮胎生意較去年同期錄得增一成〉的文章，文中更出現多次「墮胎」字眼而再次成為熱話，更於翌日上報。 |
| 2011年11月          | 抨擊中立人士或非建制派                   | 前《香港電台》廣播節目主持吳志森的言論及政治立場引起部分左派人士不滿，例如早前的「劉曉波獲諾貝爾和平獎」、「毒奶受害者代表趙連海」等，他均在節目中批評中共，被指立場「反共」。吳志森稱突然遭撤換節目主持，並指出過去一年內，他受到香港親中共報紙《大公報》、《文匯報》、《商報》的文章批判攻擊達70篇，文章多次要求香港電台中止他當節目主持人。 |
| 2012年1月           | 抨擊中立人士或非建制派                   | 《大公報》一直經常抨擊香港泛民主派及反共人士，以反對派稱呼泛民主派，當中有不少是不使用真實姓名的署名文章。一些學者和中立人士亦多次遭受批評，例如2012年1月香港大學民意研究計劃發表「香港人」與「中國人」身分認同的民意調查，即使負責該民調的鍾庭耀已多次解釋自己的用意，但也成為《大公報》的抨擊對象，《明報》指出，包括《大公報》在內的親中共報章在兩個月內發表了多達40篇抨擊鍾庭耀的文章，《華爾街日報》亦以「文革式的語言」（Cultural Revolution rhetoric）來形容事件，指「左報」旨在普選前先「閹割」（neuter）香港的反對派。在事件中，聲援鍾庭耀的香港科技大學副教授成名、中文大學導師蔡子強，亦被《大公報》為「抗中亂港之實的真政客、假學者」。成名回應指，《大公報》做的是文革式的方法，目的就是要噤聲。 |
| 2013年4月18日       | 誤報有關習近平的假新聞                   | 2013年4月18日香港大公报刊登的《北京的哥奇遇：习总书记坐上了我的车》一文，被大陆媒体广为转载。后大公报发布声明称此报道为虚假新闻及向讀者致歉。 |
| 2016年              | 與香港立法會選舉參選人發生爭執           | 2016年香港立法會選舉期間，《大公報》「特別政治組」記者跟蹤及追訪本土民主前線參選人梁天琦。8月14日晚上，梁天琦於港鐵太古站與《大公報》記者發生爭執，其後又連續兩天以頭版報道梁天琦的背景，亦到其中國大陸出生地翻查祖屋及先輩資料。 |
| 2019年1月           | 到台灣跟拍與誤指自由時報記者為蔡英文密使 | 中華民國立法院立法委員羅致政上午召開記者會指出，香港青年團體學生動源3名成員洪英棠、鍾翰林、洪心弦等人到台灣參訪，結果遭到大公報和文匯報記者跟監偷拍，羅致政表示，大公報刊出1月16日的頭版，其中講到「在『總統府』旁『國史館』與一名神秘男子會面長達一個半小時。該男子在會面後手持一批『獨書』，施施然步行到對面的『總統府』辦公室，驅公務車揚長而去。」事實上該報指出的神秘男子是台灣自由時報主跑總統府新聞線資深記者蘇永耀，大公報、文匯報宣稱蘇永耀停在記者停車區的私家轎車為公務車。羅致政表示，大公報「無視台灣法規，按程序申請採訪，就公然在台灣進行跟監，提出不實指控，混淆視聽，引發國安疑慮」。對此中華民國總統府發言人黃重諺譴責大公報所報出的該報導為假新聞，他表示來台旅客在總統府周遭被親中共港媒不法跟監，人身安全跟權利可能受到危害，總統府非常重視，並已要求國安局等相關單位，針對此事進行調查。                                                                    |
| 2019年2月13日       | 被指誣告戴耀廷煽動港獨                   | 大公報刊登一篇評擊香港大學法律學院副教授戴耀廷的評論文章，文中指他上星期五出席旺角騷亂三週年集會，並在台上「為港獨份子打氣，並且向他們下指導棋」，認為他煽動香港獨立已經犯下刑責。戴耀廷在個人臉書發文指：「事實是我根本沒有出席那次集會」，他批評該篇評論文章的水平「實在太低」，連最基本的事實也搞錯。 |
| 2019年4月           | 失實報導本土新聞宴會                     | 《本土新聞》指摘《大公報》有關本土新聞五週年宴會的新聞報導失實，例如《大公報》於新聞報導中，聲稱有「出席晚宴的包括最年長旺暴被告七十五歲的陳和祥」。《本土新聞》指出陳和祥因旺角警民衝突而正身處監獄，所以當晩並不可能參與晚宴。對於《大公報》新聞報導失實，《本土新聞》則表示強烈譴責。 |
| 2019年7月9日        | 發佈71受傷警員「失血五公升」假新聞       | 《大公報》7月9日發布題為「被暴徒刺傷遭『黃醫護』粗暴對待」的報道，當中提及於7月1日示威中被刺傷的警員「失血五公升，差不多是人三分一的血液量。」。不過，一般成年人全身只有4至5公升血量，受傷警員不可能流失5公升血液。有關假新聞被傳真社旗下Facebook專頁FactWire Fact Check於8月1日反駁。 |
| 2019年7月29日       | 指认纽约时报记者为乱港的“洋指挥”         | 《大公报》拍摄了“洋指挥”在“社交软件向暴徒通报警方的最新动态”，并认定是外国势力干预香港事务的证据。而事实上，被拍摄者是《纽约时报》技术经理Kevin Roche，当时他正在与另一名记者Ezra Cheung通信。Ezra Cheung发推特称《大公报》和《文汇报》这两家亲北京报纸的指控是“可笑的”。 |
| 2019年7月           | 《大公報》招牌僭建                       | 有市民向屋宇署舉報《大公報》於灣仔國華大樓外的紅色大字招牌涉嫌僭建。經屋宇署調查後，確認有關招牌不符合建築圖則，屬違規建築物。屋宇署要求《大公報》須於60日內完成清拆工程。 |
| 2019年8月4日        | 被指冒充澳門記者及使用假名               | 據香港大學學生會校園電視報導，有人在示威場地拾獲曾經在2016年連日跟蹤梁天琦及與其打鬥的《大公報》記者盧永賢的記者證，發現他以《澳門論壇日報》的記者證覆蓋其《大公報》的記者證。由於《澳門論壇日報》的記者證上的名稱為Lo Ho-Yin，而盧永賢的英文名字為Lo Wing-yin，故「《澳門論壇日報》記者證」上寫著的疑似並非盧永賢的真實姓名。8月5日，《澳門論壇日報》在臉書專頁發出聲明，澄清他們從未發出過類似的工作證，又表示與該名人士沒有任何工作關係。香港記者協會後來就事件到灣仔警察總部報警。 |
| 2019年8月           | 公開美外交官未成年子女資料               | 香港《大公報》報道美國駐港領事館外交官與黃之鋒、羅冠聰會面的消息，涉事美國外交官及其丈夫的資料，及其兩名未成年兒子的姓名等。 美國國務院發言人於記者會上，直斥做法非官方抗議的行為，是暴徒惡棍政權所為，又表示與其他國家不同人士會面，是外交官的職能，其工作亦包括與反對派領袖會面，不仅限香港或中国，其他国家外交官也会这样做。經濟學人一篇以《為何中國官員臆斷香港動蕩背後有美國？》為題的文章指出，香港大公報把美國駐港外交官與黃之峰見面，指是向他們面授機宜進行反政府活動，還形容該外交官“身份神秘，是低調的煽動專家”，但查實她的職責就是跟香港各界聯絡溝通，而當時她與香港民主活躍分子光天化日下在一家酒店大堂見面，或許只有兩個可能，一就是美國特務的職業水準下滑，二就是大公報的“神秘”定義過於寬鬆。 |
| 2019年9月9日        | 被指歧視失明人士                         | 2019年9月7日，一名失明的律師接受媒體訪問時表示「睇直播」（看直播）知悉示威者進行罷買行動，希望運用法律知識幫助示威者，亦希望能夠減少警民衝突。2019年9月9日，《大公報》發表題為「爛蘋果視頻當人雙目失明」的專欄文章，揶揄該名律師如何看直播，並表示「真係信佢半成，都雙目失明」（真是相信她半成，都雙目失明），又質疑該名律師假裝失明。該名律師於2019年9月15日在《大公報》的辦事處外張貼及宣讀抗議聲明，指責《大公報》捏造新聞，應作反省，她表示所指的看直播，其實是依靠耳機去聽，該文章刊登後，在盲人圈子廣傳，認為是歧視中傷，香港失明人協進會會長莊陳有表示盲人生活在以視覺為主流的社會，與健全人士同樣是用主流語言溝通，例如「睇戲」（看戲）、「睇書」（看書）等，指《大公報》專欄作者的推理令人啼笑皆非。 |
| 2019年11月6日       | Facebook專頁預報何君堯遇襲事件           | 立法會議員何君堯於屯門擺設街站時遇襲，左胸被刀刺傷，何君堯事後稱傷口約兩厘米，疑犯當場被捕。《大公報》旗下的Facebook專頁《大公報-大公網》發貼一段何君堯在病牀受訪的短片，不過貼文上載日期竟為前一天晚上。 該事件一出，紛紛引起大眾質疑此事是港府自導自演，栽贓嫁禍香港抗議者。大公網6日晚在其網站發文，堅決否認5日晚提前發帖，並聲稱該報6日上午11時43分收到何君堯的影片，「11時54分發布帖文」，但其後其臉書賬戶疑似遭入侵，帖文發布時間「被篡改成5日晚7時54分」。香港資訊科技商會榮譽會長方保僑認為，大公網社交網站管理員可能誤用「Backdate post（追溯帖子）」功能。 |
| 2020年8月14日       | 記者跟蹤立法會議員許智峯事件             | 立法會議員許智峯於社交網站平台表示，自己連續多日被一輛車牌為WW5399的私家車跟蹤，該車輛載有大量攝影器材，被發現後試圖駛離現場，期間撞到許智峯，許智峯報警處理。警員到場後只是在涉案車輛旁邊敲窗了解事件，其後拉起人鏈護送車輛離開。許智峯要求警方向交代車上兩名記者隸屬哪間報館，並將兩人拘捕，但遭警方拒絕，其後有消息指兩名涉案人士為《大公報》記者，有網民表示其中一人是2016年在太古站內與梁天琦爭執打架的姓盧男記者。警方在事件中沒有要求涉嫌撞傷人的司機下車接受調查，並護送涉事車輛離開，被質疑有別於正常處理交通意外的程序。《大公報》其後發表聲明批評許智峯包圍採訪車，影響新聞自由，許智峯亦發表聲明回應，指《大公報》的聲明將惡意跟蹤稱為正常採訪，將受害人變被告，認為是指鹿為馬、顛倒是非黑白的行為，要求《大公報》撤回聲明及道歉，並循法律途徑追究。 |
| 2020年8月23日       | 指朱耀明牧師安排港人逃亡                 | 廣東海警局截獲一艘涉嫌非法越境的快艇，拘捕12人，當中包括被指違反《港區國安法》的「香港故事」成員李宇軒及多名涉及反修例案件的人，2020年8月29日，《大公報》發表題為「調查報道\幕後黑手黃春生幫逾200暴徒潛逃台灣」的報道，指台灣牧師黃春生是幕後黑手，同時指稱黃春生與朱耀明相熟，並暗示朱耀明參與安排偷渡計劃，朱耀明於同日發表聲明，指整篇報導當中，涉及他的內容完全失實，並指責《大公報》暗示他參與安排偷渡計劃是居心叵測，黃春生對於《大公報》的指控感到憤怒，怒斥：「紅媒作文比賽啊！亂寫。」，他表示自己主要做人道援助工作，透過心理諮商師、精神科醫師來援助患上創傷後心理壓力緊張症候群的人，並表示自己不認識朱耀明。 |
| 2021年1月26日       | 報道王繼祖為港獨份子                     | 年僅11歲的「天水圍社區關注組」主席王繼祖，在2021年1月24日跟進天秀路公園進行「大媽舞」聚集投訴。期間一名白衣老翁情緒激動，辱罵、頭撞及毆打襲擊王繼祖，之後報警求助。2021年1月26日，《大公報》發表題為「調查報道\「11歲主席」墮落「黃途」」的報道，指該名主席被黃媒洗腦、受黃之鋒扶持及受黃絲吹捧，更假借老師及社工身份，進入王繼祖家中訪問其家人，並披露其家庭資料(俗稱「起底」)。關注組主席後來得悉後，抨擊該報「看圖作故」，不經批准將個人資料登報，質疑該報不專重私隱。 |
| 2021年2月27日       | 被指文革式批鬥政府官員劉利群             | 《大公報》於2021年2月27日以頭版報導指剛升任食物及衞生局常任秘書長的劉利群不符合愛國者標準，其言論被形容為「文革2.0」，葉劉淑儀其後於社交平台撰文，以「請停止『文革式』批鬥新任食物及衞生局常任秘書長劉利群」為題，提出多項觀點作出反駁。 |
| 2021年4月27日       | 《大公報》記者虐打12歲親女被捕           | 一名報稱任職《大公報》記者的男子，於2021年4月27日晚上11時許在家中因剛升中的女兒洗澡後不願收拾衣服，徒手及用拖鞋打女兒約1分鐘，令她身體多處受傷，因而被捕並被控一項「對看管兒童或少年人襲擊」罪。同年8月5日在東區裁判法院獲准以1000元，自簽守行為12個月，期間不得干犯任何與暴力相關的控罪。 |
| 2021年5月3日        | 被指誣衊法輪功                           | 《大公報》自2021年4月20日起連日刊登題為「法輪功揭秘」的專題報道針對法輪功，指控法輪功違反《港區國安法》，法輪功佛學會會長梁珍朗與數名學員於2021年5月3日前往《大公報》總部外示威及朗讀聲明，指法輪功為香港合法社團，《基本法》保障法輪功合法地位和信仰自由，對《大公報》編輯部不懂香港法律感痛心，並表示會保留訴訟權利，同時指控《大公報》違背事實、煽動仇恨，梁珍朗更表示被《大公報》記者長時間跟蹤，影響其正常工作和生活。 |

## 部分记者与评论員
- 曹谷冰（报道中苏建交後苏联情况）
- 朱启平（报道日本受降仪式，其通讯《落日》已经成为中国新闻史上的经典）
- 高汾（抗战胜利後进入《大公报》，与丈夫高集一同成为民国著名夫妻报人，后被劃为右派）
- 陈纪滢（抗战期间曾主编过《大公报》有影响的《战线》副刊，在汉口参与筹备中华全国文艺界抗敌协会，後被选为理事之一。後定居臺北，多发表回忆录）
- 孔昭恺
- 姜國元（筆名安裕）80年代曾被派駐到英國及美國，於華盛頓採訪白宮政治新聞

## 延伸阅读
按出版时间排序：
- 王芝琛 / 刘自立，《1949年以前的大公报》，山东画报出版社，2002年2月，ISBN 9787806036228
- 贾晓慧，《大公报》新论：20世纪30年代《大公报》与中国现代化，2002年4月，ISBN 9787201040479
- 吴廷俊，新记《大公报》史稿，武汉出版社，2002年5月，ISBN 9787543012882
- 《大公报一百周年报庆丛书》编委会，《我与大公报》ISBN 9787309032048；《大公报一百年社评选》ISBN 9787309032147 ；《大公报寰球特写选》ISBN 9787309032024；《大公报一百年新闻案例选》ISBN 9787309032093；《大公报一百年头条新闻选》ISBN 9787309031980；复旦大学出版社，2002年5月
- 方汉奇，《大公报》百年史，人民大学出版社，2004年7月1日，ISBN 9787300052311
- 侯杰，《大公报》与近代中国社会，南开大学出版社，2006年4月，ISBN 9787310025251
- 李秀云，《大公报》专刊研究，新华出版社，2007年12月1日，ISBN 9787501182145

## 外部連結
- 官方網站（页面存档备份，存于） 创建於1996年5月，是香港最早的新闻网站之一。
- 中國近代報刊資料庫-大公報 - 聯合知識庫（页面存档备份，存于）
- 紀念《大公報》百年華誕（页面存档备份，存于）